# Francisco José de Goya y Lucientes
Francisco José de Goya y Lucientes (Fuendetodos, 1746. március 30. – Bordeaux, 1828. április 16.) spanyol festő és grafikus.

## Élete

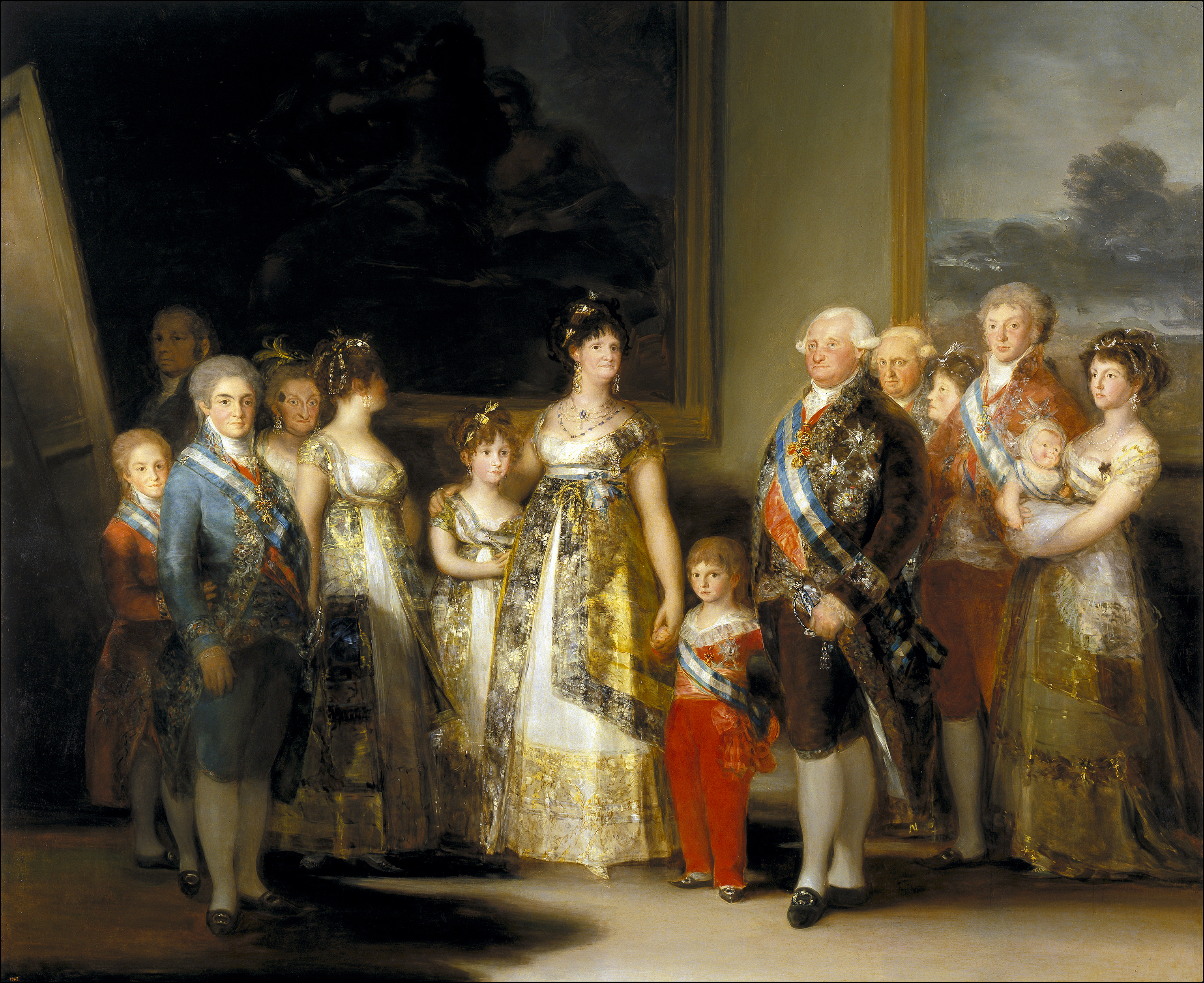
IV. Károly spanyol király és családja (1800)

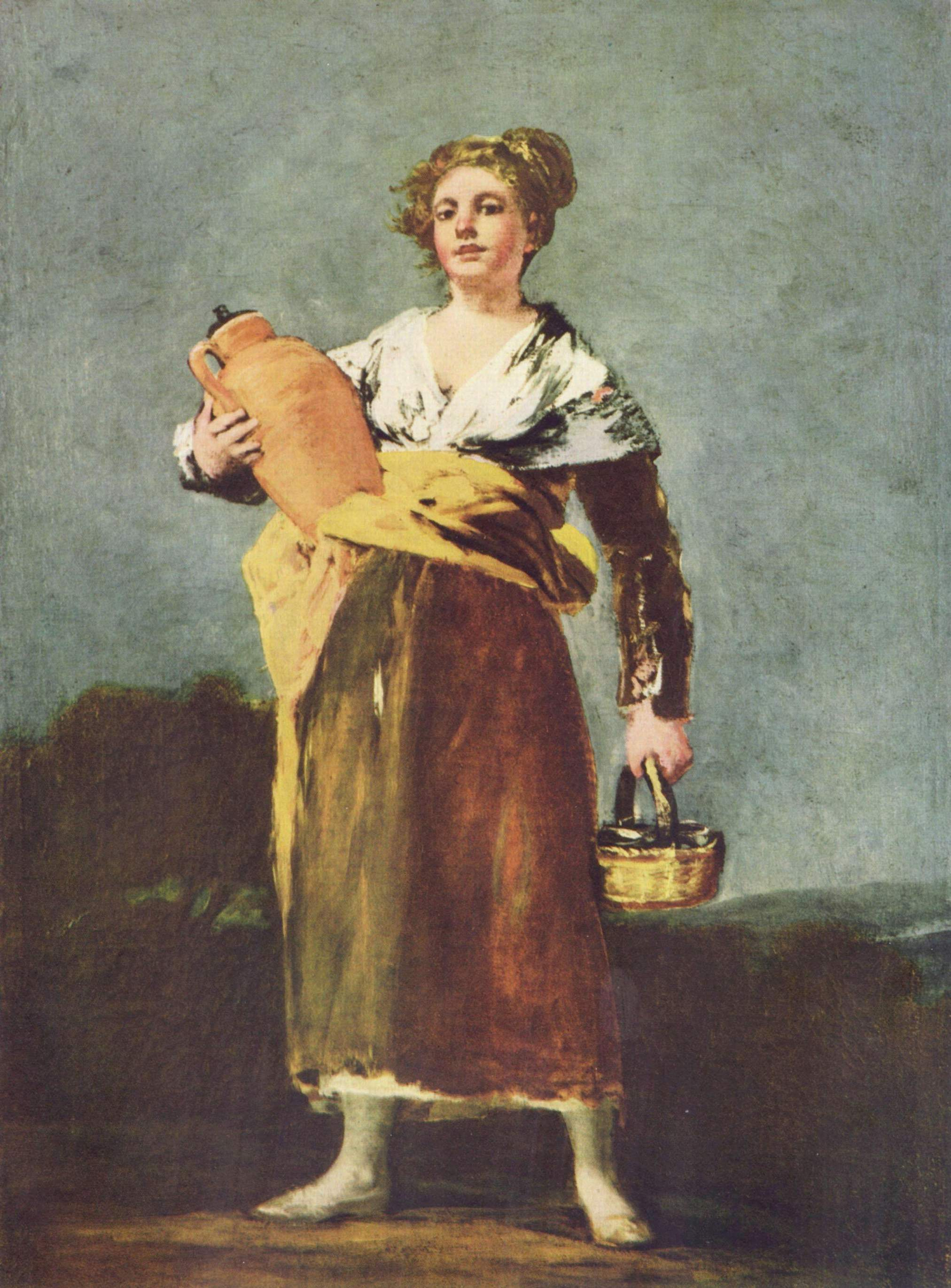
Vízhordó leány (1808-1812)

Fuendetodosban született, Zaragoza tartományban Joseph Goya és Gracia Lucientes gyermekeként. Gyermekkorát Fuendetodosban töltötte. 1749-ben a család házat vett Zaragozában, és néhány évvel később odaköltöztek.
Goya Zaragozában a piaristákhoz járt iskolába, ahol szoros barátságot kötött Martin Zapaterrel, akivel évek múltán is levelezett, bő anyagot szolgáltatva a későbbi életrajzíróknak.
1763-ban és 1766-ban felvételért folyamodott a Spanyol Királyi Akadémiához, de mindkétszer elutasították. 1771-ben Rómába utazott, ahol a Parma városa által rendezett festészeti versenyen második díjat nyert. Még ugyanebben az évben visszatért Zaragozába és freskókat készített. Francisco Bayeu y Subías tanítványa lett; innentől fogva kezdte kialakítani jellegzetes stílusjegyeit.
1774-ben feleségül vette Bayeu nővérét, Josefát. A Királyi Szövőműhelyben kapott állást, ahol öt év alatt kb. 42 mintát tervezett. Bejáratos lett a királyi udvarba is, oltárképet festett a Szent Ferenc templom részére, és a San Fernandó-i Akadémia tagjává választotta.
1783-ban José Moñino, Floridablanca grófja, III. Károly spanyol király kegyence, megbízta Goyát, hogy portrét fessen róla. Barátságot kötött Don Luis koronaherceggel és az ő házában lakott. A támogatói közé tartoztak Osuna herceg és hercegnő is, akiket szintén lefestett. III. Károly 1788-ban bekövetkezett halála után, IV. Károly uralkodása alatt Goya egyre népszerűbb lett a királyi udvarban.
1792-ben rejtélyes betegség támadta meg, amelynek következtében elvesztette hallását. Ekkortól kezdett művészi világa elkomorodni: ekkor festett képei, melyek közül a legismertebbek a Tűzvész és Az őrültekháza, drámai témákat jelenítenek meg sötét színekkel.
1799-ben kinevezték királyi festőnek. Lefestette a királyt és a királynőt, a királyi családot és több nemes személyt. 1812-ben meghalt a felesége. 1824-ben Bordeaux-ban telepedett le, itt is halt meg. Regényes életrajzát Lion Feuchtwanger írta meg.

## Művei
Goya lefestette a spanyol királyi család több tagját, beleértve IV. Károly és VII. Ferdinánd királyokat. A témái széles skálát ölelnek fel a vidám ünnepélyektől a csatajelenetekig és holttestekig. A témaválasztása kedélye sötétebbé válását jelzi. A mai orvosok arra gyanakodnak, hogy a festékben levő ólomtól mérgezést kapott, és ez okozta siketségét, amely visszahúzódóvá tette. Élete vége felé félelmetes képeket festett őrültekről, betegekről és fantasztikus alakokról; ezeknek a "fekete festményeknek" a stílusa az expresszionizmust vetíti előre.

### A gobelinkartonok
Goya 1774-től kezdett a gobelinkartonokon dolgozni a Santa Barbara-i Királyi Kárpitszövő Manufaktúra számára Madridban. Az általa tervezett faliszőnyegek a királyi kastélyokban kaptak helyet. Goya terveket készített, amit aztán, ha az udvar jóváhagyott, festményként dolgozott ki, hogy a manufaktúra ezek alapján készíthesse el a szőnyegeket. A gobelinek hagyományos témája az antikvitásból vett jelenetek ábrázolása volt, Goyát azonban vadászjelenetek és népi mulatságok megfestésével bízták meg. Ezeket a képek még, ellentétben a művész későbbi munkáival, az élénk színvilág és a derűs hangulat jellemzi.

### A San Antonio kápolna
Goya miközben képeket és grafikákat készített, 1798-ban freskókkal díszítette a madridi San Antonio de la Florida-remetekápolnát.
Művészetének egyik csúcspontja ennek a kápolnának a kifestése, amelyben egyesíteni tudta a barokk lendületet, nagyvonalúságot, a rokokó kecsességet olyan kifejező erővel, amely mindaddig ismeretlen torzításokra és egyszerűsítésekre épült. A kupolán egy korlát mögött ábrázolja Szent Antal csodatételét, a meggyilkolt ember feltámasztását és a tarka nézősereget. A sebtében felfestett vonásokon nem változtat, a színek lehető legkisebb kontrasztjával alakít ki egy-egy arcot, testet, mozdulatot. Egyazon művön belül össze tudta egyeztetni a formai újszerűséget a hagyományos technikával.

### ALos Caprichos
1799-ben egy 80 nyomatból álló sorozatot alkotott Los Caprichos címmel, bemutatva „a minden civilizált társadalomban megtalálható számtalan őrültséget, és azokat az előítéleteket és kárhozatos gyakorlatot, amelyeket a szokás, a tudatlanság és az önérdek megszokottá tett.” A rajzok kifigurázzák a korabeli nemeseket, akik a képeken szamárként nézegetik a családi albumaikat, és támadja a papokat, az inkvizíciót.
A sorozat legismertebb műve a Ha az értelem alszik, előjönnek a szörnyek c. grafika, mely egy alvó, asztalra boruló férfit ábrázol, akik körül különböző szárnyas (denevér-és bagolyszerű) lények keringenek. A képet még inkább érdekessé teszi az, ha nyomatékosítjuk, hogy felvilágosodás, az értelem kultuszának időszakában keletkezett.
A képek rézkarcok, amelyeket a művész aquatinta technikával készített, egy olyan eljárással, amelyet három évtizeddel azelőtt fejlesztettek ki. A rézkarcnál a grafikus a rajzokat egy vékony viasszal bevont rézlemezre rajzolja tűvel. A lemezt aztán savval önti le, amely a vonalakon keresztül kimarja a lemezt, a művész ezután ezekbe a mélyedésekbe juttatja a festéket. Goya a Los Caprichos esetében aquatinta eljárással egészítette ki a rézkarcot. Ennek a technikának az a lényege, hogy a lemezre saválló port juttatnak, amely különböző sűrűségű lehet. A sav így a szemek helyén nem tud a lemezre jutni, a festék pedig szemcséssé válik a rajzon, amely az elkészült képen távolabbról nézve különböző árnyalatokat hoz létre. Ennek az eljárásnak az eredménye az, hogy a rajzokon különböző tónusú foltok láthatók, amely drámai hatást kölcsönöz a műveknek, hiszen a sötét és a világos erőteljes ellentétet képez a rajzokon.
Goya 1803-ban a királynak ajándékozta a lemezeket, aki a Királyi Nyomda rendelkezésére bocsátotta.

### A maja-képek
Goya két legismertebb képe a Meztelen maja (La maja desnuda) és a Felöltözött maja (La maja vestida). Előbbi képet Goya 1799 és 1800 között festette, utóbbit pedig 1800 és 1805 között. A két festmény ugyanazt az asszonyt ábrázolja ugyanabban a pózban, felöltözve, illetve meztelenül. Először a meztelen változat készült el, és amikor a spanyol társaság felháborodva követelte, hogy öltöztesse fel, ezt elutasította és inkább festett róla új képet, most már ruhában. A korabeli spanyol festészetben tiltottnak számító akttéma miatt Goyát 1815-ben az inkvizíció beidézte. Bár nem kapott büntetést, jelezték neki, hogy odafigyelnek rá. Egyes feltételezések szerint a festmények Alba hercegnőt ábrázolják, és az sem zárható ki teljesen, hogy a hercegnő vagy a miniszter, Manuel Godoy, a királynő szeretőjének megrendelésére készültek.

### A háború borzalmai
1808. május 2-a : Harc a mamelukok ellen c. képet 1814-ben festette Goya annak a dicsőséges napnak az emlékére, amelyiken Madrid népe Puerta del Solnál megtámadta a franciák szolgálatában álló zsoldos mameluk lovascsapatot.
1808 május 3-a: Madrid védőinek kivégzése című festmény az erőszak ábrázolásának egyik legmegrendítőbb képe. A fény ugyanabba az irányba halad, ahová a puskák is céloznak, az elkerülhetetlen halál borzalmát fokozza. 1814-ben festette Goya.

### A fekete festmények
Goya 1819 február 27-én Madrid környékén vásárolt házat. Az épület spanyol elnevezése Quinta del Sordo, vagyis A süket háza volt, ami azonban nem Goyára, hanem annak előző tulajdonosára utalt. Goya 1820-ban ennek a háznak a falára festette meg az ún. „fekete festményeket”, szám szerint tizennégyet, amelyekből hét a földszinten, hét pedig az emeleten kapott helyet. A festmények valószínűleg a sötét színvilágukról kapták a nevüket, legjellemzőbbek a fekete, barna, okker. A képeket később leválasztották a vakolatról, és vászonra vitték át. 1881-ben a Prado tulajdonába kerültek.
Ezen festmények legismertebbike a Saturnus, melyen a feketeségből előbukkanó főisten felfalja egyik gyermekét. A Párbaj furkósbotokkal (1820) két férfit ábrázol, akik térdig a sárba merülve ütik egymást, a harc kegyetlennek és értelmetlennek látszik, a festmény így az emberi lét abszurditását fejezi ki. A kutya (1819-23) c. festményen egy kutyafej látható, a testét egy lejtő sötét foltja takarja el, mintha elmerült volna a homokban. A festmény kilencvenkilenc százalékán semmi konkrétum, körvonalazható dolog nem látható; a magányt, szorongást, ürességet fejezi ki. A fekete festményekre jellemző, hogy az arcok mimikája általában hasonló: a szemek tágra nyíltak, fehér részük jól látható, a szájuk pedig nyitva van, mintha sikoltanának.

## Művészetének értékelése
A spanyol festészet Murillóval végződő virágzási korszaka után az utolsó nagy spanyol mester Goya. Egyike a legsokoldalúbb és legegyénibb művészeknek, aki a 18. század fordulóján a barokk és a rokokó művészet folytatója, majd a romantika jegyei is mutatkoznak nála, teljes művészetének számos darabja olyannyira kifejező és előre mutató, hogy ő lesz a modern festészet egyik atyja, ihletet merítenek belőle a francia impresszionisták (köztük Manet) és a német expresszionisták. Sokáig nem ismerték hazáján kívül, igazi méltánylásra Európában majd csak a 19. század második felében talál, de leginkább a század vége felé, amikor ünneplik Velázquez születésének 300. évfordulóját, s ekkor Goya műveit is újra rendezik a madridi Prado Múzeumban. Képeit kiállítják Londonban, Berlinben, Bécsben, mindenütt óriási sikereket arat, ekkor indul meg a hatalmas Goya-irodalom virágzása.
Goya maga mondta, hogy három tanítója volt: a természet, Velázquez és Rembrandt. Goya festői géniusz, aki Velázquez és Rembrandt útját folytatta és új festői problémákat vetett fel, számos egyéni hangvételű festménye mutatja e vonalat, köztük A Kolosszus c. festmény 1810-ből. A kolosszus nyilván Bonaparte Napóleon, aki egész Európát hatalma alá akarta vonni, köztük a spanyol népet is.
A budapesti Szépművészeti Múzeumban a Bermúdezné képmása 1790-es években, valamint A vízhordó lány című 1810 körül festett képe látható.

## Filmek
Goya életéről több film készült:

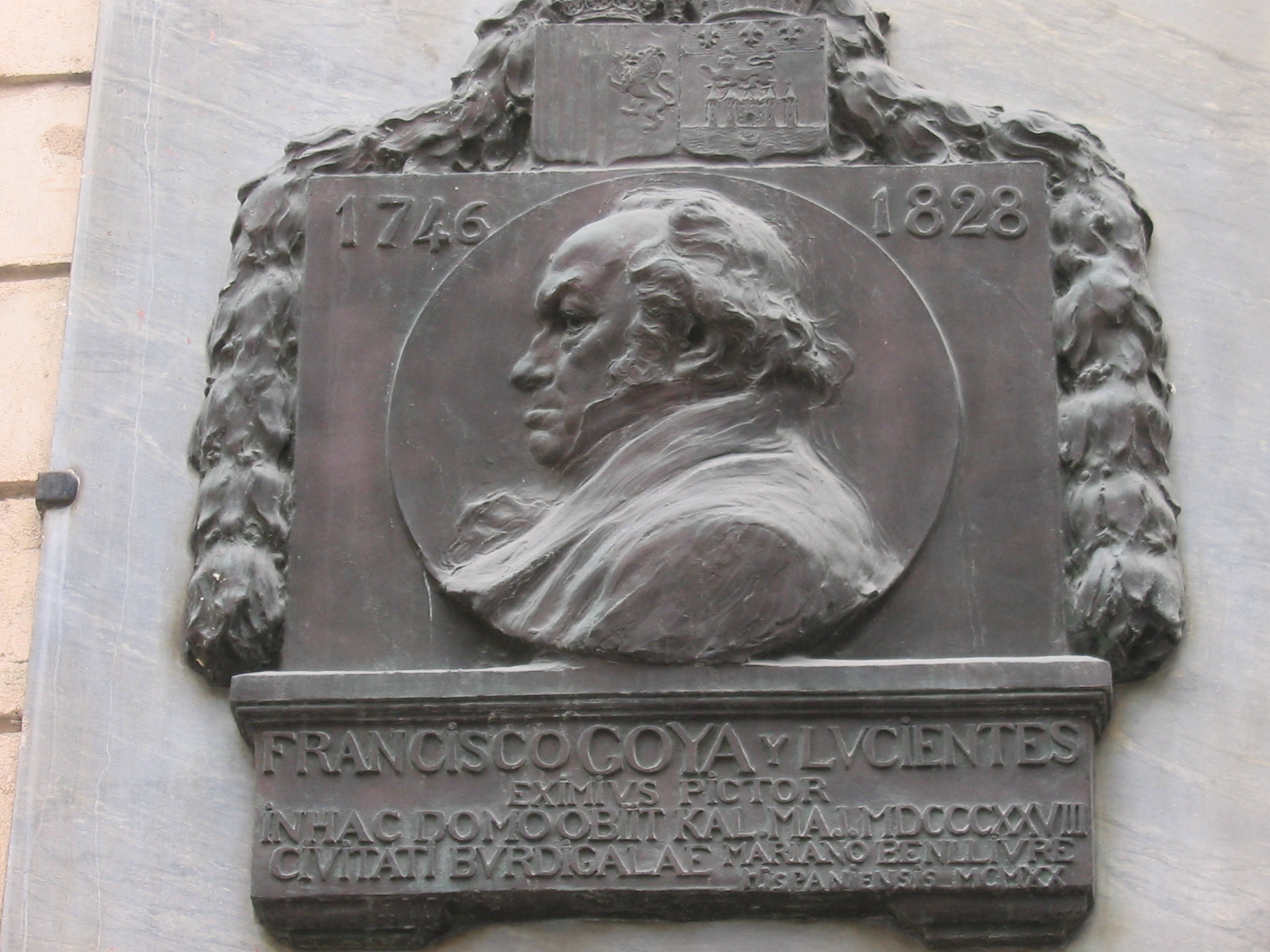
Goya emléktáblája Bordeaux-ban

- Goya (német film, 1969) – rendező Wilhelm Semmelroth, főszereplő Wolfgang Büttner
- Goya (6 részes spanyol tv-sorozat, 1985) – rendező José Ramón Larraz, főszereplő Enric Majó
- Goya (amerikai TV-film, 1986) – rendező Gian Carlo Menetti, főszereplő Plácido Domingo
- Goya Bordeaux-ban (olasz-spanyol film, 1999) – rendező Carlos Saura, főszereplő Francisco Rabal
- Goya kísértetei (Goya's Ghosts, 2006) – rendező Miloš Forman

## Galéria
- A meztelen maja (1799-1800)
- A felöltözött maja (1800)
- A Kolosszus (1810)
- Goya: A kutya (1819–1823)
- 1808. május 3.: Madrid védőinek kivégzése (1814)
- Saturnus felfalja gyermekét (1819)
- Bikaviadal egy osztott téren (1816)